# جون جاكسون (لاعب كريكت)
جون جاكسون (بالإنجليزية: John Jackson)‏ (21 مايو 1833 في المملكة المتحدة - 4 نوفمبر 1901) هو لاعب كريكت بريطاني (وحمل سابقاً جنسية المملكة المتحدة لبريطانيا العظمى وأيرلندا). لعب مع نادي مقاطعة نوتنغهامشير للكريكت ‏.

## وصلات خارجية
- جون جاكسون على موقع إي آس بي آن كريك إنفو (الإنجليزية)